# Tòrrec
Tòrrec és un poble del terme municipal de Vilanova de Meià, a la comarca de la Noguera.
Està situat sobre un turó a l'esquerra del riu de Tòrrec, afluent, per la dreta, del Segre davant Vilves.
La seva església de Sant Isidre depèn de Sant Pere de Lluçars. Juntament amb Boada, Lluçars, Gàrzola i Argentera va formar l'antic municipi de la Baronia de la Vansa.